# Śmiary
Śmiary – wieś w Polsce położona w województwie mazowieckim, w powiecie siedleckim, w gminie Wiśniew. Ma status sołectwa. Przez wieś przebiega droga gminna Łupiny – Mroczki.
Miejscowość była niegdyś siedzibą gminy Jastrzębie. W latach 1975–1998 miejscowość administracyjnie należała do województwa siedleckiego.
W Śmiarach ma siedzibę Parafia Świętej Rodziny. Jest również szkoła podstawowa. 
W miejscowości znajduje się założona w 1946 roku jednostka ochotniczej straży pożarnej. Jednostka posiada średni samochód  gaśniczy GBA 2,5/16 MAN z 2011 roku.  